# Società per l'Educazione Fisica Torres 1965-1966
Questa voce raccoglie le informazioni riguardanti la Società per l'Educazione Fisica Torres nelle competizioni ufficiali della stagione 1965-1966.

## Rosa
| N. |                   | Ruolo | Calciatore            |
| -- | ----------------- | ----- | --------------------- |
|    | Italia (bandiera) | P     | Salvino Biagi         |
|    | Italia (bandiera) | A     | Nazzareno Dal Balcon  |
|    | Italia (bandiera) | C     | Costanzo Dettori      |
|    | Italia (bandiera) | A     | Ferdinando Di Stefano |
|    | Italia (bandiera) | D     | Mario Fabiani         |
|    | Italia (bandiera) | A     | Uriano Fontana        |
|    | Italia (bandiera) | C     | Primo Luigi Galasi    |
|    | Italia (bandiera) | D     | Gian Piero Ghiglione  |
|    | Italia (bandiera) | D     | Rosario Grottola      |
|    | Italia (bandiera) | D     | Antonio Manca         |

| N. |                   | Ruolo | Calciatore          |
| -- | ----------------- | ----- | ------------------- |
|    | Italia (bandiera) | D     | Walter Mongardini   |
|    | Italia (bandiera) | A     | Paolo Morosi        |
|    | Italia (bandiera) | A     | Sileno Passalacqua  |
|    | Italia (bandiera) | A     | Aimo Picchi         |
|    | Italia (bandiera) | C     | Renzo Enrico Rivara |
|    | Italia (bandiera) | C     | Carlo Scazzola      |
|    | Italia (bandiera) | A     | Salvatore Sistu     |
|    | Italia (bandiera) | C     | Mauro Vaiani        |
|    | Italia (bandiera) | P     | Martino Zaccheddu   |